# Longwood Gardens

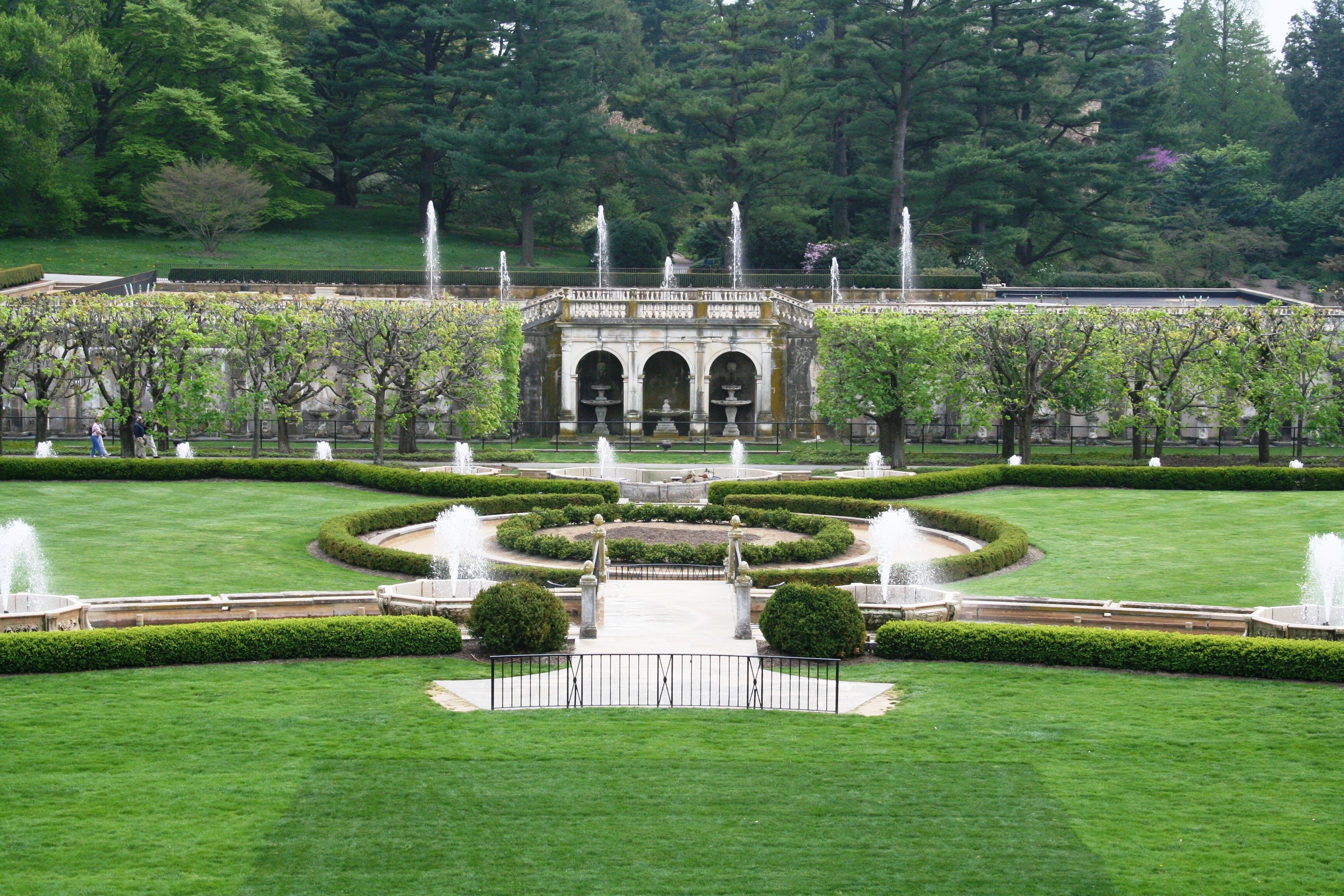
Der Fontänen-Garten in Longwood Gardens

Longwood Gardens ist ein Botanischer Garten in Kennett Square, Pennsylvania (USA), fünfzig Kilometer westlich von Philadelphia. Seine Größe beträgt 4,2 km².

## Geschichte

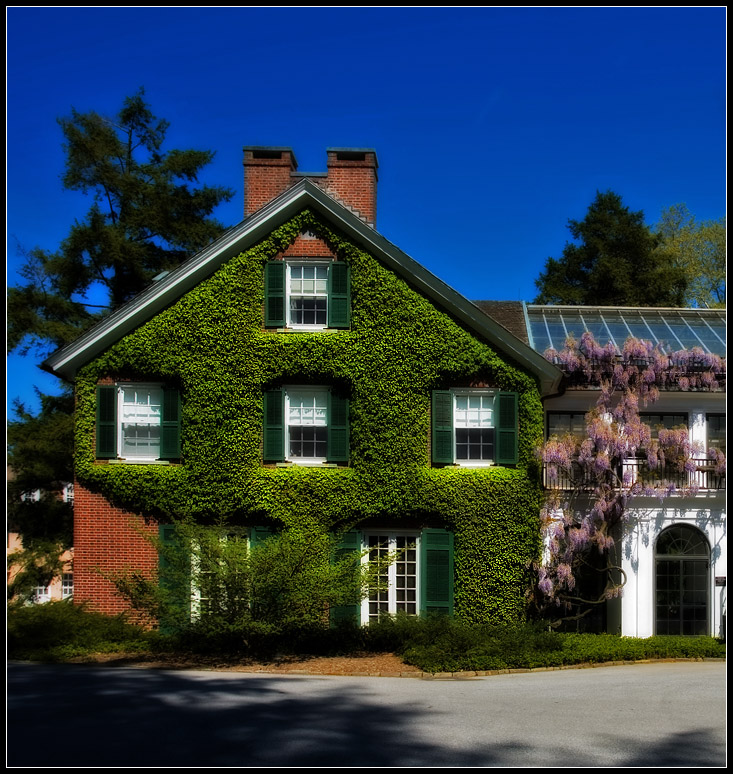
Das Peirce-du Pont-Haus

Die Geschichte Longwoods beginnt im Jahre 1700, als eine Familie von Quäkern namens Peirce das Gelände von William Penn erwarb. Sie betrieb dort eine Farm, doch bereits 1798 begannen die Enkel des ersten Besitzers, Samuel und Joshua Peirce, mit der Anlage eines Arboretums, das schon um 1850 unter dem Namen Peirce’s Park als eine der größten Sammlungen einheimischer und exotischer Bäume und Sträucher in den USA bekannt war. Das von der Familie 1730 gebaute Wohnhaus ist noch heute auf dem Gelände zu besichtigen und seit 1976 – zusammen mit den späteren Erweiterungen – öffentlich zugänglich. Als Quäker waren die Peirces Gegner der Sklaverei, weswegen sie ihr Haus als Station der Underground Railway, einem abolitionistischen Netzwerk, das entflohenen Sklaven die Flucht aus den Südstaaten ermöglichte, zur Verfügung stellten.
1906 erteilte die damalige Besitzerin, Linda W. Bevan, einer Sägemühle die Erlaubnis, die auf dem Gelände befindlichen Bäume zu fällen. Um das Arboretum vor der Zerstörung zu bewahren, wurde das Anwesen von Pierre S. du Pont (1870–1954), einem Mitglied der Eigentümerfamilie von DuPont und späterem Vorstandsmitglied von General Motors erworben.  Den unter seiner Leitung erfolgten gärtnerischen und baulichen Veränderungen verdankt Longwood Gardens seine heutige Gestalt. Seit 1946 liegen Führung und Unterhalt des Gartens in den Händen der 1937 von du Pont gegründeten Longwood Foundation. Sie ist auch verantwortlich für die extensiven Aus- und Fortbildungsprogramme, die sowohl für Hobby- und Freizeitgärtner als auch auf professionellem Niveau angeboten werden. Seit dem Tode Pierre S. du Ponts ist Longwood Gardens öffentlich zugänglich.

## Beschreibung

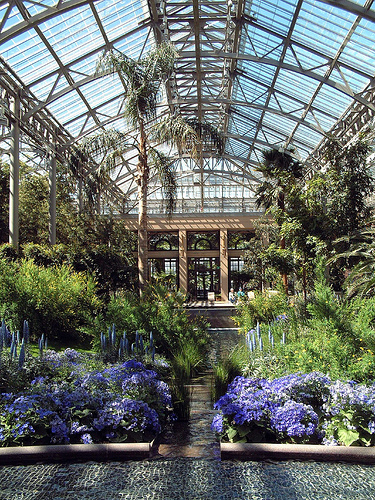
Das östliche Gewächshaus (East Conservatory)

### Gewächshäuser
Der von 1919 bis 1921 errichtete und seither mehrfach erweiterte Gewächshauskomplex besteht heute aus drei Teilen, die zusammen eine Fläche von ca. 18.000 m² bedecken. Neben den verschiedenen Schaugärten, in denen insgesamt 5.500 Pflanzenarten bzw. -sorten präsentiert werden, findet man dort Ausstellungs- und Veranstaltungsräume sowie eine der größten Orgeln der USA mit 237 Registern und etwa 10.000 Pfeifen.

### Außengelände

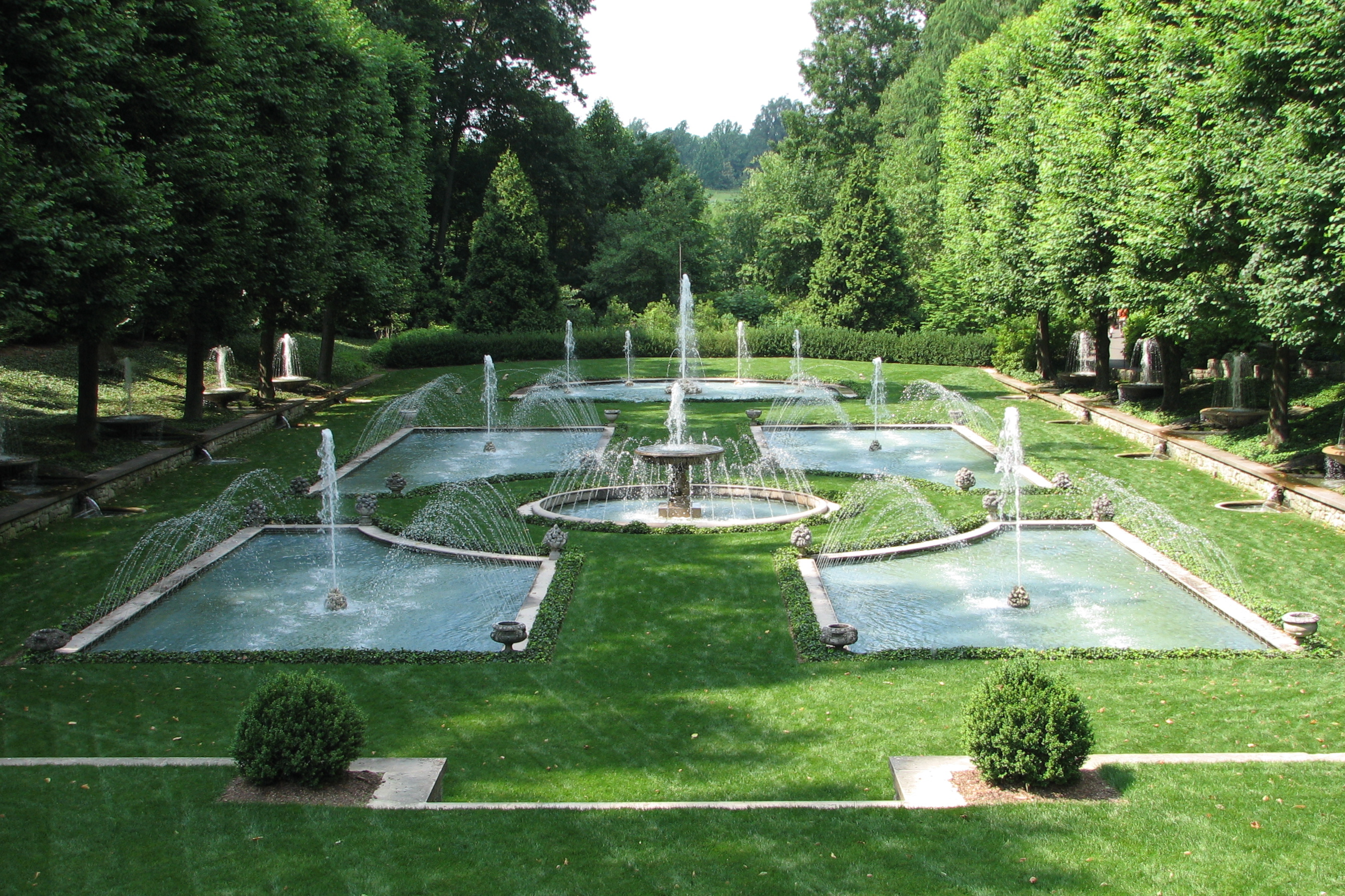
Italian Water Garden

131,5 Hektar Außengelände sind öffentlich zugänglich. Neben dem ursprünglichen Arboretum sowie ausgedehnten Freiflächen gibt es dort zwanzig Themengärten, die entweder einzelne Pflanzengruppen zeigen (z. B. Rosen, Flieder oder Blauregen), bestimmte Habitate abbilden (z. B. Alpingarten) oder einfach nur schön sind (Schaurabatten).
Longwood Gardens ist berühmt für seine zahlreichen Springbrunnen und Wasserspiele.